# Geoffroy de Charny

Wapen van familie de Charny

Geoffroy de Charny (ca. 1300? – 19 september 1356) was een Franse ridder uit de eerste helft van de 14e eeuw. Hij diende onder de Franse koning Jan II de Goede tijdens de Honderdjarige Oorlog. 
Charny en zijn vrouw Jeanne de Vergy zijn de eerste gedocumenteerde eigenaren van de lijkwade van Turijn.

## Leven

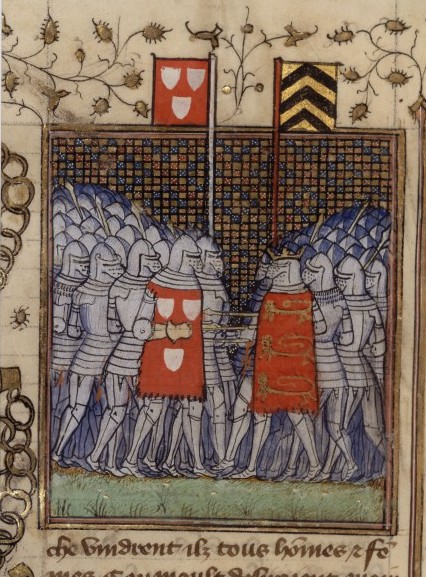
Charny en Eduard III van Engeland waarbij Charny probeert Calais op de Engelsen te veroveren. Uit een manuscript van de Kronieken van Froissart (the BnF, France. 2662, fol. 172v). Zie de externe links bij Verdere Literatuur voor de desbetreffende passage.

Charny werd waarschijnlijk in het begin van de 14e eeuw geboren, als de jongste zoon van Jean de Charny. Met zekerheid is het niet te zeggen, maar het moet voor 1306 zijn geweest, het jaar waarin zijn moeder stierf.
Alhoewel hij van adel was, had hij waarschijnlijk geen eigen land. Via zijn eerste huwelijk met Jeanne de Toucy kreeg hij het kasteel in Pierre-Perthuis in bezit. Jeanne de Toucy stierf in 1342, waarna Charny hertrouwde met Jeanne de Vergy, waarna hij ook heer van het kasteel Montfort, gelegen in Montigny-Montfort, werd.
Uit het laatste huwelijk bleven twee kinderen in leven: Geoffroy en Charlotte.

## Militaire carrière

oriflamme

Vanaf 1337 werd Charny militair actief. Het was de tijd van de Honderdjarige Oorlog en Charny maakte snel furore in de vele gevechten en kleinere schermutselingen die plaatsvonden tussen de Engelsen en de Fransen. Het precieze jaar waarin hij zijn ridderslag ontving is niet bekend, maar vanaf 1343 wordt hij in meerdere documenten genoemd als ridder.
In 1345, toen er een van de vele korte wapenstilstanden tussen de Engelsen en de Fransen was, vertrok hij naar Anatolië met de kruistocht van Humbert II van Viennois. Dit werd een algehele mislukking, en binnen een half jaar was Charny weer op het toneel van de Honderdjarige Oorlog te vinden. Als kapitein-generaal van de oorlogen in Picardië en fronten van Normandië was hij vooral actief in het noorden van Frankrijk.
De hoogste ridderlijke eer kreeg Charny in 1347, en nog een keer in 1355, toen koning Jan II de Goede hem benoemde tot drager van de oriflamme, de Franse koninklijke standaard. De drager van de oriflamme zou de eigenschappen moeten bezitten van "eerzaamste en bekwaamste krijger" (le plus preudomme et le plus preux es armes).
Onder deze titel, aan de zijde van zijn koning, sneuvelde Charny op 19 september 1356 in de slag bij Poitiers.

## Orde van de Ster
Toen koning Jan II de Goede in 1351 de Orde van de Ster oprichtte, was Charny een van de eerste leden van deze nieuwe en ambitieuze orde. Deze was deels bedoeld om de Franse adel te verenigen en het Franse leger beter onder de controle van Jan II te krijgen.
Voor de Orde van de Ster zou Charny drie werken hebben geschreven, waarschijnlijk bedoeld om te worden gebruikt tijdens de bijeenkomsten. Of dit ook daadwerkelijk is gebeurd, is niet bekend.

## Literaire werken
Charny heeft drie literaire werken op zijn naam staan. Alle drie gaan over het ideaal van de ridderlijkheid. Wat zijn werken zo bijzonder maakt, is dat ze tot de weinige voorbeelden behoren van teksten waarin ridders zelf schrijven over ridderlijkheid. Naast het werk van Charny zijn nog twee werken bekend: het Boek van de Orde van de Ridderlijkheid (Llibre de l'orde de cavalleria) geschreven door Ramon Llull en l'Ordene de Chevalerie, het werk van een anonieme schrijver.
Alle drie werken van Charny waren bedoeld voor gebruik door de Orde van de Ster, en zouden in de jaren 1350-1352 geschreven zijn. Wegens het doel van de teksten, kunnen ze niet enkel gelezen worden als de persoonlijke mening van Charny, maar bevatten ze ook duidelijk de ideeën over ridderlijkheid die bij Jan II de Goede en de Orde van de Ster hoorden – en in hun voordeel waren.
De werken geven een goed beeld van de belevingswereld en de mentaliteit van de militaire elite in de late middeleeuwen.

### Livre Charny
Dit werk is het enige werk van Charny opgesteld in versvorm in plaats van proza. Het is waarschijnlijk geschreven rond 1350. Historici zijn het er over eens dat het in ieder geval na zijn kruistocht moet zijn geschreven, aangezien zijn ervaringen duidelijk in de tekst naar voren komen.
De inhoud van de Livre is bijna identiek aan de Livre de Chevalerie, een prozawerk dat waarschijnlijk later is geschreven.

### Livre de Chevalerie
Dit boek is het meest uitgebreide werk van Charny. Alhoewel het grotendeels inhoudelijk overeenkomt met het Livre Charny, is het uitgebreider en gedetailleerder.
In het boek houdt hij zich vooral bezig met de verschillende soorten ridders die er zijn, waarna hij ze verdeelt in een schema dat leidt naar hoe de perfecte ridder zou moeten zijn. Hij stelt als ideaal de klassieke riddercode: leven volgens de principes van moed, loyaliteit, gulheid en hoofsheid met als doel het behalen en behouden van de eer.

### Demandes pour la joute, les tournois et la guerre
Deze tekst bestaat uit een lange lijst vragen over dat waar het ridderlijk leven om draaide: het (steek)spel, toernooien en oorlog voeren. Antwoorden bij deze vragen ontbreken, maar historici vermoeden dat het een lijst met vragen is die besproken zou kunnen worden in een bijeenkomst van de Orde van de Ster.